# (I Can’t Get No) Satisfaction
(I Can’t Get No) Satisfaction (englisch für „(Ich bekomme keine) Befriedigung“) ist ein Rocksong aus dem Jahr 1965. Er wurde von Mick Jagger und Keith Richards für ihre Band The Rolling Stones geschrieben. Die Single wurde der erste Nummer-1-Charterfolg der Rolling Stones in den Vereinigten Staaten und die vierte Nummer 1 in ihrer Heimat Großbritannien. Es ist der erste Titel, den die Band komplett in den USA aufgenommen hat.

## Entstehung
Die Idee für das markante Riff des Songs kam Keith Richards in der Nacht zum 7. Mai 1965 in Clearwater in Florida nach dem fünften Konzert ihrer dritten US-Tournee. Die Band war vom US-Publikum beim Konzert gut aufgenommen worden; ihr Repertoire bestand zu der Zeit zu einem Großteil aus Coverversionen US-amerikanischer Hits von Künstlern wie Chuck Berry, Willie Dixon, Buddy Holly, Jimmy Reed oder Bo Diddley. Was ihnen fehlte, waren eigene Stücke. Richards konnte in der besagten Nacht im Fort Harrison Hotel nicht schlafen; ihm kam jedoch eine aus nur drei unterschiedlichen Tönen bestehende Tonfolge in den Sinn, die er gleich auf der Gitarre spielte und mit seinem tragbaren Kassettenrekorder aufnahm:
Am Morgen darauf spielte er die Aufnahme seinem Songwriter-Partner Mick Jagger vor und schlug ihm dazu die Zeile „I can’t get no satisfaction“ als Text vor. Jagger war begeistert und schrieb den Song zu Ende. Er versuchte dabei, einen Text zu schreiben, der die ausufernde Kommerzialisierung thematisierte, die sie als Briten in den USA zu erleben meinten, eine „Litanei der Abscheu vor Amerika, und seinem Reklame-Syndrom, der permanenten Überflutung“, wie die Musikzeitschrift Rolling Stone später schrieb. Jagger brachte mit dem Text die ziellose Unzufriedenheit der Jugendlichen seiner Zeit mit der Liebe und dem Leben in einer materialistischen Gesellschaft zum Ausdruck.
Am 10. Mai wurde Satisfaction mit dem Produzenten und Manager Andrew Loog Oldham in den Chess-Studios in Chicago aufgenommen und am 12./13. Mai bei RCA in Hollywood fertiggestellt. Richards sang den Background zu Jaggers Leadgesang und spielte Rhythmusgitarre. Jack Nitzsche, der damals mit den Stones arbeitete, spielte das Tamburin ein, nachdem Jagger selbst zu keinem zufriedenstellenden Ergebnis gekommen war. Richards benutzte für seine Gitarre ein Gibson Maestro Fuzz-Tone FZ-1, ein Pedal, das den Klang der E-Gitarre nebelhornähnlich verzerrt. Es war erst wenige Tage zuvor als technologische Innovation des elektrischen Gitarrenspiels auf den Markt gekommen; Richards benutzte es bei der Aufnahme des Riffs zunächst lediglich experimentell. Er selbst war davon nicht begeistert; seine Bandkollegen aber fanden die Verzerrung großartig und überstimmten ihn.
Richards gab später zu, dass der Riff vom Hitsong Nowhere to Run von Martha & the Vandellas beeinflusst worden war. Er wollte ihn eigentlich von Bläsern gespielt hören, aber die anderen überzeugten ihn, dass er so klingen müsse, wie man ihn letztlich aufnahm. Das Lied wurde auf beiden Seiten des Atlantiks ein Nummer-1-Hit und war viele Jahre die Erkennungsmelodie der Band.
London Records brachte im Mai 1965 in den USA die Single (I Can’t Get No) Satisfaction heraus (B-Seite: The Under Assistant West Coast Promotion Man). Die Band war noch auf Tournee in den USA und wurde nicht gefragt. Die Single stieg ab Juni 1965 in den US-Charts stetig höher und erreichte am 10. Juli Platz eins, den sie vier Wochen behielt.
In Großbritannien sollte Satisfaction eigentlich auf einer EP erscheinen. Der transatlantische Erfolg überzeugte aber sowohl die Plattenfirma Decca Records als auch die Stones selbst, und so kam (I Can’t Get No) Satisfaction mit der B-Seite The Spider And The Fly (ebenfalls von Jagger und Richards) im August auch dort als Single in die Plattenläden. Am 26. August kam der Song erstmals in die britischen Charts und belegte ab dem 9. September für zwei Wochen Platz 1.
In den USA wurde der Song dann auch auf das Album Out of Our Heads (September 1965) gepresst; die britische Version enthielt andere Tracks, weil es dort gängige Praxis war, eine Hitsingle nicht zusätzlich auf einem Album zu veröffentlichen. Die Veröffentlichungsrechte an dem Song gehören weder den Rolling Stones noch Jagger/Richards. Sie hatten, um den hohen Steuern in Großbritannien zu entgehen, die Rechte für alle von ihnen bis 1969 geschriebenen Songs an den Rechtsanwalt Allen Klein (1931–2009) übertragen, der die Verlagsrechte der amerikanischen Scheinfirma Nanker Phelge zukommen ließ.

## Text und Melodie
Der Erfolg hängt auch mit dem Text zusammen, der erstens einige sexuelle Anspielungen enthält und sich zweitens gegen das Establishment der Mittsechzigerjahre richtet – Zeugnis der aufkommenden Welle sozialer und politischer Songs und Liedermacher in allen Musikrichtungen. Nur wenig später sagte Mick Jagger über den Hit: „Ich möchte lieber sterben, als noch mit 45 Satisfaction zu singen.“
Der Song eröffnet mit dem Gitarrenriff, der gleich in Jaggers “I can’t get no … satisfaction” übergeht. Im Takt mit dem Tamburin singt Jagger mit schwer verständlicher Stimme, er pendelt zwischen unterdrückt flüsterndem Kommentar und zynischem Protest. Die Strophe geht er mit zwingenderen Wiederholungen des Satzfetzens „and I try“ an und springt dann in den Refrain, in dem der Riff vom Anfang wieder auftritt, während Jagger halb singt, halb schreit “I can’t get no”, wobei er auffällig das letzte Wort des Songtitels weglässt. Das Lied wird dann zum Monolog, in dem Jagger seine Irritation über die zunehmende Kommerzialisierung der modernen Welt beschreibt, in der Radiosprecher unnütze Informationen versenden und in der ein Mann im Fernsehen auftritt, der ihm erzählt, wie weiß seine Hemden sein könnten. Jagger beschreibt auch kurz den Stress, den es bedeutet, ein Star zu sein, und die Spannungen, die er durch seine Tourneen mit seiner Freundin hat.
Die Anspielung darauf, dass er kein „Girl with action“ kriegen könne, wurde zu seiner Zeit sehr kontrovers diskutiert; einige Zuhörer (und Radio-DJs) interpretierten es als Symbol für ein Mädchen, das zum Sex bereit sei. Der Song schließt mit einem leisen Flüstern des Songtitels, worauf Jagger plötzlich in ein lautes Schreien von “I can’t get no … satisfaction” verfällt und das letzte Wort wiederholt, bis das Lied ausgeblendet ist.
Jagger sagte einmal, dass „der Text auf ein älteres Publikum wirklich bedrohlich wirkte. Der Song wurde als Angriff auf den Status quo wahrgenommen.“ Der Teil, in dem Jagger die Probleme seines Liebeslebens anspricht, wurde als offene sexuelle Anspielung verstanden. Als die Rolling Stones den Song 1966 im US-Fernsehen (in der Ed Sullivan Show) spielten, fiel die Zeile „trying to make some girl“ der Zensur zum Opfer. Viele amerikanische Radiosender schnitten die letzte Strophe („Come back next week, can’t you see I’m on a losing streak“) aus dem Song heraus, weil sie glaubten, sie beschäftige sich mit Menstruation.

## Rezeption
Trotz der Begeisterung der Fans dauerte es einige Jahre, bis das Musik-Establishment dem Song Anerkennung zollte. Newsweek nannte den Eröffnungs-Riff „fünf Noten, die die Welt erschütterten“. 1976 listete der britische New Musical Express ‚Satisfaction‘ auf Platz 7 der 100 Top-Singles aller Zeiten. Elf Jahre später fiel der Song auf Platz 82, als die Zeitschrift noch einmal eine Top 150-Liste der besten Singles erstellte. 1991 listete Vox Satisfaction unter die „100 Platten, die die Welt erschütterten“. 1999 veröffentlichte die BMI, die US-amerikanische Gesellschaft für Verwertungsrechte von Musikstücken, dass Satisfaction Platz 91 unter den meistgespielten Songs des 20. Jahrhunderts einnehme. Im Jahr darauf war er unter den Top 100 Greatest Rock Songs von VH1 die Nummer eins. Im selben Jahr wurde er Zweiter (hinter Yesterday von den Beatles) in einer Liste, die der Rolling Stone und MTV gemeinsam erstellten.
2003 platzierte das Magazin Q den Song auf Platz 68 der „1001 besten Songs aller Zeiten“. 2004 wählte eine Jury des Rolling Stone, unter ihnen Art Garfunkel und Brian Wilson, Satisfaction auf Platz 2 ihrer Liste der 500 besten Songs aller Zeiten, hinter Bob Dylans Like a Rolling Stone. Auch der deutsche Ableger der Zeitschrift, bei dem zusätzlich deutsche Redakteure und Künstler (u. a. Heinz-Rudolf Kunze und Judith Holofernes) zu den Juroren zählten, sah die beiden Songs in dieser Reihenfolge auf Platz 1 und 2.

## Kommerzieller Erfolg

### Chartplatzierungen
| ChartsChartplatzierungen       | Höchstplatzierung | Wochen/ Monate |
| ------------------------------ | ----------------- | -------------- |
| Deutschland (GfK)              | 1 (4,5 Mt.)       | 4,5 Mt.        |
| Österreich (Ö3)                | 1 (3 Mt.)         | 3 Mt.          |
| Vereinigte Staaten (Billboard) | 1 (14 Wo.)        | 14 Wo.         |
| Vereinigtes Königreich (OCC)   | 1 (12 Wo.)        | 12 Wo.         |

| ChartsJahrescharts (1965)      | Platzierung |
| ------------------------------ | ----------- |
| Deutschland (GfK)              | 16          |
| Österreich (Ö3)                | 4           |
| Vereinigte Staaten (Billboard) | 3           |

### Auszeichnungen für Musikverkäufe
| Land/Region                  | Auszeichnungen für Musikverkäufe (Land/Region, Auszeichnung, Verkäufe) | Verkäufe  |
| ---------------------------- | ---------------------------------------------------------------------- | --------- |
| Australien (ARIA)            | 3× Platin                                                              | 210.000   |
| Brasilien (PMB)              | Gold                                                                   | 30.000    |
| Dänemark (IFPI)              | Gold                                                                   | 45.000    |
| Deutschland (BVMI)           | Gold                                                                   | 500.000   |
| Italien (FIMI)               | Platin                                                                 | 50.000    |
| Neuseeland (RMNZ)            | 2× Platin                                                              | 60.000    |
| Spanien (Promusicae)         | Platin                                                                 | 60.000    |
| Vereinigte Staaten (RIAA)    | Gold                                                                   | 1.000.000 |
| Vereinigtes Königreich (BPI) | Platin                                                                 | 600.000   |
| Insgesamt                    | 4× Gold · 8× Platin ·                                                  | 2.555.000 |

Hauptartikel: The Rolling Stones/Auszeichnungen für Musikverkäufe

## Coverversionen
Von Satisfaction gibt es viele Coverversionen. Einige der bedeutendsten und erfolgreichsten sind:
- 1965 veröffentlichte der Jazz-Organist Jimmy Smith eine Version des Liedes (auf der LP Got My Mojo Workin’). Er wurde dabei nur von Gitarre, Bass und Schlagzeug begleitet.
- Otis Redding hatte einigen Erfolg mit seiner Soulversion des Songs, die auf dem Album Otis Blue: Otis Redding Sings Soul (1966) und als Single erschien; in Großbritannien kletterte sie bis auf Platz 33. In dieser Version wurde der bekannte Gitarrenriff von Bläsern gespielt, wie Keith Richards es ursprünglich im Sinn gehabt hatte. Reddings Version wurde schon im Juli 1965 aufgenommen, nur zwei Monate nachdem die Stones-Single veröffentlicht worden war. Redding hatte das Original nie gehört, das selbst von R&B-Sängern wie Redding beeinflusst war.
- 1966 spielte Quincy Jones eine instrumentale Version mit seiner Big Band ein.
- 1968 veröffentlichte Bill Cosby auf seinem Album Bill Cosby Sings Hooray for the Salvation Army Band! eine eigene Version.
- 1967 veröffentlichte Aretha Franklin auf dem Album Aretha Arrives ebenfalls eine Soulversion. Das Arrangement für die Bläsersektion schrieb Ralph Burns.
- Devo brachte 1978 eine Version unter dem Titel Satisfaction (I Can’t Get Me No) heraus, die in Großbritannien auf Platz 41 der Charts kletterte. Sie behielten zwar den Text original bei, interpretierten jedoch die Musik radikal neu im ihnen eigenen abgehackten, „mechanischen“ Stil. Diese Version wählte der Telegraph zu einer der 50 größten Coverversionen aller Zeiten.
- The Troggs versuchten sich ebenfalls an Satisfaction und brachten eine etwas weichere Version heraus.
- Paul Revere & the Raiders machten eine dem Original relativ ähnliche, aber weniger raue Version.
- Junior Wells coverte Satisfaction auf Paint It Blue.
- Guitar Wolf machten eine Version in ihrem lauten rauen Stil. Am Ende dieser Version hört man den Anfang des Star-Spangled Banner, der US-Nationalhymne, in einem an Jimi Hendrix erinnernden Stil.
- The Residents schufen ihre eigene radikale Neuinterpretation des Songs und hatten damit einigen Erfolg, als sie ihn 1976 als Single herausbrachten.
- Weird Al Yankovic benutzte den Song am Ende von The Hot Rocks Polka, einem Medley von Rolling-Stones-Songs, das als Polka arrangiert war, auf dem Soundtrack-Album zu seinem Film UHF.
- Bei den BRIT Awards 1995 sangen PJ Harvey und Björk gemeinsam Satisfaction.
- Im Mai 2000 machte Britney Spears ihre Coverversion für das Album Oops!… I Did It Again. Bei der Verleihung des MTV Video Music Awards im Jahre 2000 sang Spears ein Medley von Oops!… I Did It Again und (I Can’t Get No) Satisfaction.
- Cat Power machte (ebenfalls 1999) für ihr Album The Covers Record eine ruhige Akustikgitarrenballade aus dem Song, und ließ dabei den Refrain weg.
- Der Song wurde mit verändertem Text für eine US-amerikanische Folge der Fernsehsendung Sesamstraße unter dem Titel I Can’t Get No Cooperation aufgenommen.
- In Großbritannien wurden noch weitere Versionen zu Hits: 1968 Jonathan King erreichte 1974 (unter dem Pseudonym Bubblerock) Platz 29. 1991 kam der Rapper Vanilla Ice mit einer Version auf Platz 22.
- 1990 veröffentlichte der deutsche DJ und Produzent WestBam No More Fucking Rock and Roll, in dem das Gitarrenriff verwendet wird. Angeblich wurde er daraufhin von Jagger mit einer Schadensersatzforderung in Höhe von 60 Millionen Dollar konfrontiert.
- Auf der 2008 erschienenen CD Let the Music Play: Supreme Rarities von Diana Ross & The Supremes befindet sich eine bis dahin unveröffentlichte Coverversion.
- Dolly Parton nahm den Titel 2023 mit Pink und Brandi Carlile für ihr Album Rockstar auf.

## Zitate in der Popkultur
Udo Lindenberg singt in Mädchen (aus Galaxo Gang 1976): „Die sind aktiv und kreativ, die machen reichlich Action / die spielen Gitarre in ’ner Band und singen: / “I can’t get no satisfaction” / Die dreschen auf die Trommeln, dass es nur so kracht / und wenn ein Spießer kommt und meint / das wär’ nichts für Mädchen / dann wird nur laut gelacht“.
Der Rapper Method Man spielt im Lied Da Rockwilder (1999, feat. Redman) mit folgender Textzeile auf Satisfaction an: “Still homes I’m never satisfied like the Stones”.
Auch die Gruppe Millencolin bezieht sich in ihrem Song Greener Grass (2002) auf das Lied: “I wanna get satisfaction just like The Stones and Manu Chao”.
In dem Actionfilm Der City Hai mit Schauspieler Arnold Schwarzenegger erklingt der Song während einer Schießerei in einer Kiesgrube.